# Heinz Theisen (Radsportler)
Heinz Theisen (* 22. April 1935) ist ein ehemaliger deutscher Radrennfahrer, Fahrradmechaniker und Produzent von Strickwaren. Heinz Theisen verstarb im Januar 2024 in Mönchengladbach.

## Werdegang
Sein erstes von insgesamt ca. 400 auf Bahn und Straße gefahrenen Rennen gewann Heinz Theisen am 30. Oktober 1948 in Mönchengladbach. Als Profi bestritt er 1963 u. a. die Vuelta a España und Rund um den Henninger-Turm. Sein letztes Straßenrennen gewann er im August 1983 in St. Johann (Tirol) und wurde mit dem Sieg zum dritten Mal Weltmeister in der Seniorenkategorie Masters.
Von 1985 bis 1990 betreute er bei vier UCI-Weltmeisterschaften und den Olympischen Sommerspielen 1988 in Seoul als Mechaniker die Bahn-Nationalmannschaft des Bund Deutscher Radfahrer. Außerdem war er als Betreuer für die Profiradsportteams Telekom und Coast tätig.
Ab 1965 stellte Heinz Theisen unter dem Namen „Thei-Sprint Strickwaren“ auf eigenen Strickmaschinen Trikots für lokale Radsportvereine her. Die Nachfrage wuchs, so dass Theisen bald zu einem der größten Zulieferer von Radsportbekleidung in Deutschland wurde.